# Koumokro
Koumokro est un village situé au centre de la Côte d'Ivoire, dans le département de Bocanda, dans la région du N'Zi.